# Balthasar Simunich
Balthazar Simunich, horvátul: Baltazar Šimunić (Novigrad Podravski, 1785. április 25. – Weinhaus, 1861. július 9.) császári és királyi altábornagy, az 1848–49-es szabadságharcban a császári hadsereg egyik katonai vezetője.

## Életrajza
Horvátországban, egy a varasd-szentgyörgyi határőrezred területéhez tartozó községben született. 
1800-ban hadapródként lépett be a császári hadseregbe. 1805-ben lett hadnagy a 48. gyalogezredben. Az 1809. évi lengyelországi hadjáratban vitézségéért soron kívül főhadnaggyá léptették elő. 1813. augusztus 26-án a drezdai csatában megsebesült, ekkor alszázados, majd rövidesen százados lett. 1814-től a varasd-szentgyörgyi határőrezredben szolgált. 1820-ban nemesi címet kapott. 1840-ben nevezték ki tábornoknak, a szabadságharc kezdetén altábornagyként egy galíciai hadosztály parancsnoka volt.
1848 októberében egy ötezer fős különítmény élén betört a Felvidékre, október 28-án a kosztolnai ütközetben vereséget mért Ordódy Kálmán nemzetőr őrnagy egységére, majd Nagyszombatig nyomult előre. A schwechati csata (október 30.) után ellene küldött Guyon Richárd túlerőben lévő csapatai elől azonban vissza kellett vonulnia Morvaországba. Windisch-Grätz támadásakor a fősereg bal oldali szárnyának parancsnoka volt és december 14-én ő kezdte a támadást a Nádasi-szorosnál, mintegy négyezerötszáz főt és tizenkét löveget számláló hadosztály élén. Görgei Artúr a Guyon vezette tartalék dandárt küldte a visszavonuló Ordódy segítségére, azonban december 16-án a nagyszombati ütközetben Guyon dandárja vereséget szenvedett Simunich hadosztályától. A nagyszombati győzelem után Simunich nem csatlakozott Windisch-Grätz főerejéhez, hanem december 20-án Lipótvárig nyomult előre és megkezdte az erősség ostromát. Az Ordódy Kálmán parancsnoksága alatt álló várőrség 1849. február 2-án feltétel nélkül feladta a várat. A vár leromlott és elhanyagolt állapotához képest hosszú ideig kitartott, köszönhetően az 1848 októberében kinevezett erődítési igazgató, Mednyánszky László munkájának. Lipótvár bevétele után Simunich ostromágyúkkal felszerelt hadosztályát a komáromi erőd ostromára irányították, az ostromló császáriak azonban az április 26-ai komáromi csatában vereséget szenvedtek a magyar felmentő seregektől. A vesztett csata után az altábornagyot rövidesen felmentették beosztásából és Bécsbe rendelték. A további hadműveletekben nem vett részt.
Az 1848. december 16-ai nagyszombati győzelméért megkapta a Katonai Mária Terézia-rend lovagkeresztjét. A szabadságharc bukása után a komáromi vár parancsnokává nevezték ki. 1850-ben bárói rangra emelték. 1853-ban vonult nyugállományba. A Bécs melletti Weinhausban (ma Bécs 18. kerületének városrésze) halt meg.
Kevés emlékműveinek egyike az 1849-ben az Alsó-Ausztriai Kleinwetzdorfban (1971 óta Heldenberg község része) felállított Heldenberg emlékhelyen (Gedenkstätte Heldenberg) található: a magyarországi hadjáratban kiemelkedő teljesítményt nyújtó 24 katonatisztet ábrázoló „győzelmi oszlopon” látható a hősök panteonjában a mellszobra.